# روب ويليامز (كرة سلة)
روب ويليامز (بالإنجليزية: Rob Williams)‏ مواليد 05 مايو 1961 في هيوستن - الوفاة 10 مارس 2014، كان لاعب كرة سلة أمريكي. تم اختياره من قبل فريق دنفر ناغتس خلال الدرافت. حمل الرقم 21. بلغ طوله 6 قدم 2 بوصة (1.9 م).

## روابط خارجية
- روب ويليامز على موقع إن بي أي (الإنجليزية)
- روب ويليامز على موقع سبورتس رفرنس (الإنجليزية)
- روب ويليامز على موقع كلية كرة السلة في سبورتس رفرنس.كوم (الإنجليزية)
- روب ويليامز على موقع ريلجم (الإنجليزية)
- روب ويليامز على موقع بروبوليرز (الإنجليزية)